# Савка, Сергей Степанович
Серге́й Степа́нович Са́вка (укр.Сергій Степанович Савка, также известен как SAVKA, род. 8 октября 1980 года, с. Богдановка, Хмельницкой обл.,УССР, СССР) — украинский фокусник, иллюзионист, манипулятор, телеведущий авторской рубрики «Великая иллюзия» (в рамках проекта «Утро с Интером») на телеканале Интер (2013 г.). Автор и ведущий масштабного проекта «Великая иллюзия на Кипре» на телеканале 1+1 (2014 г.).
Обладатель премии «Merlin Award — 2014», как лучший украинский иллюзионист.
Живёт в Киеве.

## Семья
Сергей родился в семье известного фокусника народного артиста Украины Степана Савки и заслуженной артистки Украины Галины Савки, авторов и ведущих успешного телепроекта «Улей пана Савки» («Вулик пана Савки»), который с 1998 по 2003 год выходил на Первом национальном канале Украины, также известных по программе «На седьмом небе», которая с 2003 по 2006 год была в эфире украинских телеканалов ICTV и К1.
Сестра — певица Марьяна Савка.
Женат. Есть сын Никита.

## Образование и достижения
В 1999 году — окончил Киевское эстрадно-цирковое училище по специальности артист-иллюзионист, манипулятор.
В 2004 году — красный диплом Киевского национального университета культуры и искусств по специальности режиссёр эстрады и массовых праздников.
Сергей Савка является лауреатом всеукраинского конкурса артистов эстрады. Принимал участие во многих телевизионных проектах. Работал на сценах Кореи, Болгарии, Греции, Египта, Грузии, Венгрии, и Турции.
В феврале 2013 года Сергей Савка получил премию « Визнання року — 2012» за вклад в создание позитивного имиджа Украины. В этом же году такую же премию получили такие известные и уважаемые люди, как Леонид Макарович Кравчук, Нина Матвиенко, Виталий Жолобов и другие деятели разных сфер.

## Авторское шоу «Атака Магии» (2011—2012 гг.)
C 16 октября 2011 года на Первом Национальном канале Украины выходит авторское телевизионное шоу Сергея Савки «Атака магии».
Программа содержит несколько направлений жанра:
«Street magic» (уличная магия) — киевляне могут на улице неожиданно встретить фокусника. Сергей Савка идет в народ. И показывает фокусы прохожим. За ним по городу перемещаются 4 оператора с камерами и снимают все происходящее на улице, в стиле реалити-шоу.
«Мега-трюк» — заставляет телезрителей и обычных прохожих почувствовать настоящий прилив адреналина, страха и стресса. В одной из программ — Сергей Савка устраивает настоящее самосожжение, в другой — его сбивает 10-тонный грузовик или иллюзионист поднимается на высоту 5-этажного дома в смирительной рубашке, подвешенным вниз головой, чтоб потом благополучно выпутаться из неё меньше, чем за минуту, этим побив рекорд всемирно известного Гарри Гудини, который выпутывался за 2 минуты. Сергей Савка выполняет трюки, которые создают угрозу для его жизни.
«Star magic» (магия со знаменитостями) — предоставляет возможность популярным личностям почувствовать себя добрыми волшебниками и стать частью профессиональных иллюзий и фокусов.
Гости программы: певец Василий Бондарчук, Народная артистка Украины Ольга Сумская, Заслуженный артист Украины Виктор Павлик, певец и композитор Влад Дарвин, певица Наталья Валевская, Заслуженный артист Украины Лери Винн, певец Владимир Ткаченко и другие знаменитые личности Украины.